# Guayatá
Guayatá – miasto w Kolumbii, w departamencie Boyacá.